# Mepartricin
Mepartricin là một hợp chất polyene macrolide rất hữu ích cho niệu đạo, tuyến tiền liệt và chức năng bàng quang. Nó đã được nghiên cứu để sử dụng trong điều trị hội chứng đau vùng chậu mạn tính và tăng sản tuyến tiền liệt lành tính.

## Dược lực học
Mepartricin là chất ức chế tái hấp thu estrogen có thể cản trở sự tái hấp thu estrogen trong ruột dẫn đến tăng bài tiết estrogen trong phân. Nó làm giảm nồng độ 17β-estradiol trong tuần hoàn ruột và giảm nồng độ estrogen ở tuyến tiền liệt. Tác dụng của mepartricin đối với sự tái hấp thu estrogen được đánh giá trong các nghiên cứu in vitro và in vivo.
Mepartricin cải thiện đáng kể đau vùng chậu và chất lượng cuộc sống so với kết quả ở nhóm dùng giả dược sau hai tháng điều trị. Liên quan đến lý thuyết rằng rối loạn nội tiết tố có thể thúc đẩy viêm tuyến tiền liệt, mepartricin, có thể làm giảm nồng độ estrogen ở tuyến tiền liệt, là thuốc hiệu quả trong điều trị bệnh nhân mắc hội chứng đau vùng chậu mãn tính  và được giới thiệu trong Tạp chí Thế giới 2015 về các phương pháp điều trị viêm tuyến tiền liệt mãn tính/hội chứng đau vùng chậu mãn tính.